# Rougemont (Doubs)
Rougemont és un municipi francès situat al departament del Doubs i a la regió de Borgonya - Franc Comtat. L'any 2007 tenia 1.241 habitants.

## Demografia

### Població
El 2007 la població de fet de Rougemont era de 1.241 persones. Hi havia 474 famílies de les quals 154 eren unipersonals (73 homes vivint sols i 81 dones vivint soles), 150 parelles sense fills, 117 parelles amb fills i 53 famílies monoparentals amb fills.
La població ha evolucionat segons el següent gràfic:
Habitants censats

### Habitatges
El 2007 hi havia 586 habitatges, 491 eren l'habitatge principal de la família, 36 eren segones residències i 59 estaven desocupats. 448 eren cases i 138 eren apartaments. Dels 491 habitatges principals, 324 estaven ocupats pels seus propietaris, 147 estaven llogats i ocupats pels llogaters i 20 estaven cedits a títol gratuït; 7 tenien una cambra, 27 en tenien dues, 70 en tenien tres, 139 en tenien quatre i 248 en tenien cinc o més. 354 habitatges disposaven pel capbaix d'una plaça de pàrquing. A 231 habitatges hi havia un automòbil i a 180 n'hi havia dos o més.

### Piràmide de població
La piràmide de població per edats i sexe el 2009 era:
| Homes | Edats   | Dones |
| ----- | ------- | ----- |
| 0     | 95 o +  | 16    |
| 4     | 90 a 94 | 16    |
| 16    | 85 a 89 | 28    |
| 4     | 80 a 84 | 16    |
| 12    | 75 a 79 | 32    |
| 12    | 70 a 74 | 24    |
| 32    | 65 a 69 | 28    |
| 36    | 60 a 64 | 40    |
| 48    | 55 a 59 | 28    |
| 40    | 50 a 54 | 32    |
| 40    | 45 a 49 | 40    |
| 48    | 40 a 44 | 44    |
| 40    | 35 a 39 | 32    |
| 36    | 30 a 34 | 28    |
| 32    | 25 a 29 | 12    |
| 40    | 20 a 24 | 44    |
| 48    | 15 a 19 | 44    |
| 84    | 10 a 14 | 68    |
| 32    | 5 a 9   | 32    |
| 16    | 0 a 4   | 20    |

## Economia
El 2007 la població en edat de treballar era de 763 persones, 499 eren actives i 264 eren inactives. De les 499 persones actives 429 estaven ocupades (227 homes i 202 dones) i 69 estaven aturades (36 homes i 33 dones). De les 264 persones inactives 75 estaven jubilades, 46 estaven estudiant i 143 estaven classificades com a «altres inactius».

### Ingressos
El 2009 a Rougemont hi havia 473 unitats fiscals que integraven 1.104 persones, la mediana anual d'ingressos fiscals per persona era de 16.533 €.

### Activitats econòmiques
Dels 66 establiments que hi havia el 2007, 1 era d'una empresa extractiva, 2 d'empreses alimentàries, 1 d'una empresa de fabricació d'altres productes industrials, 8 d'empreses de construcció, 17 d'empreses de comerç i reparació d'automòbils, 3 d'empreses de transport, 4 d'empreses d'hostatgeria i restauració, 1 d'una empresa d'informació i comunicació, 6 d'empreses financeres, 1 d'una empresa immobiliària, 8 d'empreses de serveis, 8 d'entitats de l'administració pública i 6 d'empreses classificades com a «altres activitats de serveis».
Dels 23 establiments de servei als particulars que hi havia el 2009, 1 era una oficina d'administració d'Hisenda pública, 1 gendarmeria, 1 oficina de correu, 3 oficines bancàries, 3 tallers de reparació d'automòbils i de material agrícola, 1 paleta, 1 guixaire pintor, 2 fusteries, 2 lampisteries, 2 electricistes, 3 perruqueries, 1 restaurant, 1 agència immobiliària i 1 saló de bellesa.
Dels 8 establiments comercials que hi havia el 2009, 1 era un hipermercat, 1 una botiga de menys de 120 m², 1 una peixateria, 1 una llibreria, 2 drogueries, 1 una perfumeria i 1 una joieria.
L'any 2000 a Rougemont hi havia 14 explotacions agrícoles que ocupaven un total de 540 hectàrees.

## Equipaments sanitaris i escolars
El 2009 hi havia 1 centre de salut, 1 farmàcia i 1 ambulància.
El 2009 hi havia 1 escola maternal i 1 escola elemental. Rougemont disposava d'un col·legi d'educació secundària amb 225 alumnes.

## Poblacions properes
El següent diagrama mostra les poblacions més properes.